# Casaletto Lodigiano
Casaletto Lodigiano là một đô thị ở tỉnh Lodi trong vùng Lombardia của Italia, cách khoảng 20 km về phía đông nam của Milano và khoảng 13 km về phía tây của Lodi. Tại thời điểm 31 tháng 12 năm 2004, đô thị này có dân số 2.278 người và diện tích là 9,9 km².
Đô thị Casaletto Lodigiano bao gồm các frazioni (các đơn vị trực thuộc, chủ yếu là thôn làng) Gugnano and Mairano.
Casaletto Lodigiano giáp các đô thị: Cerro al Lambro, San Zenone al Lambro, Bascapè, Salerano sul Lambro, Caselle Lurani.